# Smittium coloradense
Smittium coloradense är en svampart som beskrevs av M.C. Williams & Lichtw. 1988. Smittium coloradense ingår i släktet Smittium och familjen Legeriomycetaceae.   Inga underarter finns listade i Catalogue of Life.